# Krišana

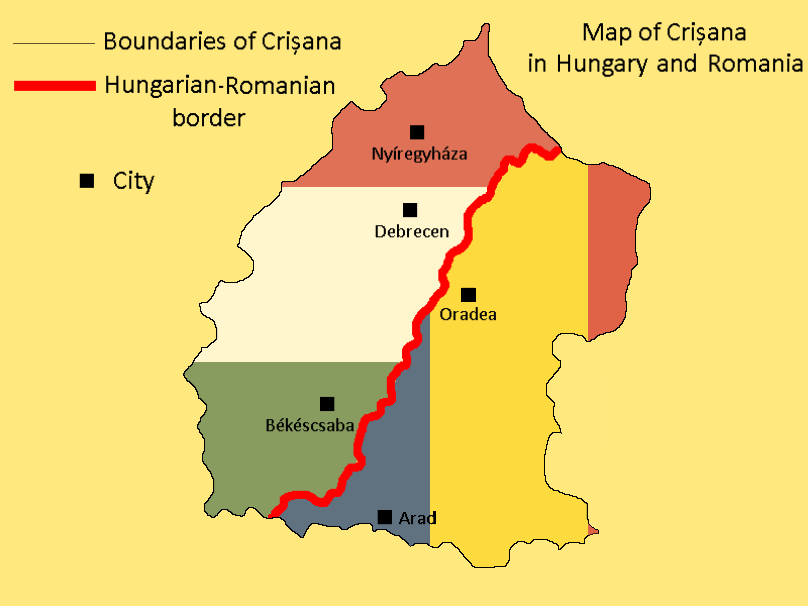
Mapa Krišany

Krišana (rumunsky Crișana, maďarsky Körösvidék nebo též Tiszántúl („Zátisí“), německy Kreischgebiet) je středoevropský region na pomezí Maďarska a Rumunska, s jádrem na povodí řeky Kriš. Ze západu a severu je vymezen řekou Tisou, ze severovýchodu Szamosem, z jihu Maruší a z východu rumunskými Západními Karpatami. Jeho tradičním centrem je Oradea (Velký Varadín), dalšími velkými městy jsou Debrecín a Arad. 
Sousedními oblastmi jsou (nebo byly) na severu Horní Uhry, na severovýchodě Podkarpatská Rus, na východě Sedmihradsko, na jihu Banát a na západě Uherské Meziříčí (či Dolní Uhry). V širším pojetí Sedmihradska (jakožto celého rumunského záboru z někdejšího Uherska) je Krišana (resp. její rumunská část) jeho součástí.
Krajina je převážně rovinatá, velmi mírně skloněná k západu, pouze ve východní části se vypíná pohoří Munții Apuseni, kde leží nejvyšší vrchol Cucurbăta Mare (1849 m n. m.). Obyvatelstvo tvoří převážně Rumuni a Maďaři, většina někdejší německé menšiny se vystěhovala, v jižní části Krišany zvané Pomorišje žijí také Srbové. V minulosti oblast proslula zlatými doly, rozvinuté je také vinařství.

## Administrativní zařazení

### Maďarsko
Celé župy Békés, Hajdú-Bihar, většina Szabolcs-Szatmár-Bereg a části žup Csongrád-Csanád a Jász-Nagykun-Szolnok.

### Rumunsko
Celá župa Bihor, většina žup Arad, Sălaj, Satu Mare, částečně Maramureș. 

## Historie
Na počátku 10. století zde vládl kníže Menumorut, jehož říši zabrali Maďaři, načež byla Krišana až do počátku 20. století součástí Uherského království. Nikdy se nejednalo se o zvláštní administrativní jednotku, území bylo rozděleno mezi několik žup (původně zejména Békés, Bihar, Szabolcs, Zaránd, území Velké Kumánie a částečně i další; počátkem 20. století šlo o župy Arad, Békés, Bihar, Csanád, Hajdú, Szabolcs, částečně Csongrád, Jász-Nagykun-Szolnok, Szatmár, Szilágy). V období osmanského záboru v Uhersku po bitvě u Moháče patřila značná část Krišany do tzv. Partia.
V souvislosti s rozpadem Rakouska-Uherska koncem první světové války se Krišana stala sporným územím nárokovaným Maďarskem i Rumunskem a roku 1919 byla celá nakrátko obsazena rumunskou armádou v rámci akce proti Maďarské republice rad. Trianonskou smlouvou roku 1920 pak byla Krišana zhruba rozpůlena mezi Maďarsko (západ) a Rumunsko (východ). Hranice byla vymezena na etnicko-strategickém principu, vesměs ve prospěch Rumunska.
Rumunskou administrativní reformou roku 1938 (rozdělení na 10 zemí) vznikla též země Ținutul Crișuri, která ovšem vedle (části) Krišany zahrnovala i severozápad vlastního Sedmihradska včetně Kluže jako hlavního města. Již roku 1940 však bylo celé toto území zabráno Maďarskem (druhá vídeňská arbitráž) a po návratu rumunské vlády tyto celky již obnoveny nebyly. Později v 60. letech, za krátké existence rumunského krajského zřízení, byl zřízen též kraj Crișana s centrem v Oradei, zahrnující střední část rumunské Krišany (povodí Kriše). Pak byla oblast opět rozdělena na župy.